# Marjorie Fowler
Pour les articles homonymes, voir Fowler.
Marjorie Johnson, dite Marjorie Fowler, est une monteuse américaine, née le 16 juillet 1920 à Los Angeles (Californie, États-Unis), ville où elle est morte le 8 juillet 2003 .

## Biographie
Marjorie Fowler est la fille du scénariste et réalisateur américain, Nunnally Johnson.

## Filmographie
- 1944 : La Femme au portrait (The Woman in the Window)
- 1948 : Monsieur Peabody et la Sirène (Mr. Peabody and the Mermaid) d'Irving Pichel
- 1953 : Man Crazy
- 1953 : L'Étrange Mr. Slade (Man in the Attic) d'Hugo Fregonese
- 1956 : The Brass Legend (it) de Gerd Oswald
- 1957 : Meurtrière ambition (Crime of Passion) de Gerd Oswald
- 1957 : Ma femme a des complexes (Oh, Men! Oh, Women!)
- 1957 : Les Trois Visages d'Ève (The Three Faces of Eve)
- 1957 : Espionnage à Tokyo (en) (Stopover Tokyo) de Richard L. Breen
- 1958 : Tonnerre sur Berlin (Fräulein) de Henry Koster
- 1958 : Tables séparées (Separate Tables)
- 1959 : L'Homme qui comprend les femmes (The Man Who Understood Women) de Nunnally Johnson
- 1960 : Elmer Gantry le charlatan (Elmer Gantry)
- 1961 : Un pyjama pour deux (Lover Come Back)
- 1961 : Le Héros d'Iwo-Jima (The Outsider) de Delbert Mann
- 1962 : Monsieur Hobbs prend des vacances (M.. Hobbs Takes a Vacation)
- 1962 : Des ennuis à la pelle (40 Pounds of Trouble) de Norman Jewison
- 1963 : Ah si papa savait ça ! (Take Her, She's Mine) d'Henry Koster
- 1964 : Madame Croque-maris (What a Way to Go!) de J. Lee Thompson
- 1965 : Chère Brigitte (Dear Brigitte)
- 1967 : L'Extravagant Docteur Dolittle (Doctor Dolittle)
- 1969 : Histoire d'un meurtre (Once You Kiss a Stranger...) de Robert Sparr
- 1970 : Des fraises et du sang (The Strawberry Statement)
- 1971 : The Homecoming: A Christmas Story (TV)
- 1972 : La Conquête de la planète des singes (Conquest of the Planet of the Apes)
- 1973 : The Girls of Huntington House (TV)
- 1973 : The Blue Knight (en) de Robert Butler (TV)
- 1975 : The Runaways (TV)
- 1975 : Returning Home (TV)
- 1977 : The Prince of Central Park (TV)
- 1980 : C'est mon tour (It's My Turn)
- 1981 : The Marva Collins Story (TV)
- 1982 : Washington Mistress (TV)
- 1984 : Family Secrets (TV)
- 1985 : Evergreen (feuilleton TV)